# 668. pehotni polk (Wehrmacht)
Za druge 668. polke glejte 668. polk.
668. pehotni polk (izvirno nemško Infanterie-Regiment 668) je bil eden izmed pehotnih polkov v sestavi redne nemške kopenske vojske med drugo svetovno vojno.

## Zgodovina
Polk je bil ustanovljen 15. marca 1942 kot polk 19. vala v področju Reimsa preko AOK 15 iz osebja 302. in 370. pehotne divizije.
15. oktobra 1942 je bil polk preimenovan v 668. grenadirski polk.